# Exopholis costata
Exopholis costata är en skalbaggsart som beskrevs av Hermann Burmeister 1855. Exopholis costata ingår i släktet Exopholis och familjen Melolonthidae. Inga underarter finns listade i Catalogue of Life.